# Isländische Fußballmeisterschaft 1969
Die isländische Fußballmeisterschaft 1969 war die 58. Spielzeit der höchsten isländischen Fußballliga. Die Saison begann am 26. Mai 1969 und endete am 21. September 1969.
Die Liga wurde von sechs auf sieben Vereine aufgestockt, und die Meisterschaft wie bisher in einer einfachen Hin- und Rückrunde ausgetragen. Nachdem er in der Vorsaison noch gegen den Abstieg kämpfen musste, konnte der ÍB Keflavík in diesem Jahr zum zweiten Mal in der Vereinsgeschichte die Meisterschaft gewinnen.
Da die Liga ab der nächsten Saison mit acht Mannschaften durchgeführt werden sollte, stieg der letztplatzierte ÍBA Akureyri nicht direkt in die 2. deild karla ab, sondern spielte mit dem Zweiten der zweiten Liga um den Klassenerhalt, während der Sieger der zweiten Liga direkt aufstieg.

## Abschlusstabelle
| Pl. | Verein               | Sp. | S | U | N | Tore    | Quote | Punkte |
| --- | -------------------- | --- | - | - | - | ------- | ----- | ------ |
| 1.  | ÍB Keflavík          | 12  | 7 | 1 | 4 | 020:120 | 1,67  | 15:90  |
| 2.  | ÍA Akranes (N)       | 12  | 6 | 2 | 4 | 022:190 | 1,16  | 14:10  |
| 3.  | KR Reykjavík (M)     | 12  | 4 | 4 | 4 | 024:200 | 1,20  | 12:12  |
| 4.  | ÍB Vestmannaeyja (P) | 12  | 3 | 6 | 3 | 020:200 | 1,00  | 12:12  |
| 5.  | Valur Reykjavík      | 12  | 4 | 4 | 4 | 018:190 | 0,95  | 12:12  |
| 6.  | Fram Reykjavík       | 12  | 2 | 6 | 4 | 008:160 | 0,50  | 10:14  |
| 7.  | ÍBA Akureyri         | 12  | 2 | 5 | 5 | 012:180 | 0,67  | 09:15  |

| (M) | amtierender isländischer Meister     |
| (P) | amtierender isländischer Pokalsieger |
| (N) | Neuaufsteiger                        |

### Kreuztabelle
Die Kreuztabelle stellt die Ergebnisse aller Spiele dieser Saison dar. Die Heimmannschaft ist in der ersten Spalte aufgelistet, die Gastmannschaft in der obersten Reihe. Die Ergebnisse sind immer aus Sicht der Heimmannschaft angegeben.
|                  | Fram Reykjavík | ÍBA Akureyri | ÍB Vestmannaeyja | ÍB Keflavík | KR Reykjavík | VAL | ÍA Akranes |
| Fram Reykjavík   |                | 1:1          | 1:1              | 0:1         | 0:0          | 1:0 | 2:2        |
| ÍBA Akureyri     | 1:1            |              | 1:2              | 1:0         | 2:1          | 2:2 | 1:2        |
| ÍB Vestmannaeyja | 0:0            | 1:1          |                  | 3:2         | 3:3          | 1:1 | 2:3        |
| ÍB Keflavík      | 2:0            | 2:0          | 2:4              |             | 2:1          | 2:0 | 1:1        |
| KR Reykjavík     | 6:1            | 2:0          | 1:1              | 0:3         |              | 6:2 | 3:1        |
| Valur Reykjavík  | 2:0            | 1:1          | 3:1              | 0:2         | 1:1          |     | 3:0        |
| ÍA Akranes       | 0:1            | 3:1          | 2:1              | 2:1         | 4:0          | 2:3 |            |

## Relegationsspiele
ÍBA Akureyri schaffte mit einem Sieg gegen den Zweitplatzierten der 2. Liga, Breiðablik Kópavogur, den Klassenerhalt.
| Paarung  | ÍBA Akureyri – Breiðablik Kópavogur |
| Ergebnis | 1:1                                 |
| Tore     | unbekannt                           |

| Paarung  | Breiðablik Kópavogur – ÍBA Akureyri |
| Ergebnis | 2:3                                 |
| Tore     | unbekannt                           |

## Torschützenliste
Die folgende Tabelle gibt die besten Torschützen der Saison wieder.
| Rang | Tore | Spieler               | Verein          |
| ---- | ---- | --------------------- | --------------- |
| 1.   | 9    | Matthias Hallgrimsson | ÍA Akranes      |
| 2.   | 7    | Guðjón Guðmundsson    | ÍA Akranes      |
| 2.   | 7    | Jon Olafur Jonsson    | Keflavík ÍF     |
| 4.   | 6    | Baldin Baldvinsson    | KR Reykjavík    |
| 4.   | 6    | Reynir Jonsson        | Valur Reykjavík |